# Groupes séparatistes de la crise anglophone au Cameroun
Cet article dresse la liste des groupes séparatistes luttant au cours de la crise anglophone au Cameroun. En raison de la nature obscure d'une multitude de petits groupes, cette liste est non exhaustive.
De nombreux groupes rebelles et leurs commandants prennent des noms symboliques qui font référence à des animaux ou à des traits personnels spécifiques. Ils sont utilisés pour évoquer la peur et le respect.

## Liste
| Nom du groupe armé | Fait partie de (si applicable) | Allégeance politique (si applicable) | Commandant(s) | Force                                                    |
| --- | --- | --- | --- | -------------------------------------------------------- |
| Ambaland Forces | N/A | ? | ? | 10-30 (en 2018)                                          |
| Ambaland Quifor | ? | ? | Silas Zama | 200 (en 2019)                                            |
| Ambazonia Dark Forces                                                                                                  | ? | ? | Capo Daniel | ?                                                        |
| Forces de défense de l'Ambazonie                                                                                       | N/A | Conseil de gouvernement de l'Ambazonie (s'est à son tour allié à la faction loyaliste Sisiku Julius Ayuk Tabe du gouvernement provisoire depuis 2020) | Lucas Ayaba Cho,, Ivo Mbah (†), « Général Efang » (« Big Number »), Daniel Caapo, « Major Général King Commando », Général Manboy, « Général Cross and Die » (†), « Colonel John » (†), « Général Rasta » (†) Orock Valentine, alias « Général Mbula » (†) | 200-500 (en 2019)                                        |
| Ambazonia Intelligence Forces                                                                                          | Conseil d'autodéfense de l'Ambazonie | ? | ? | ?                                                        |
| Ambazonia Revolutionary Guards,                                                                                        | Conseil d'autodéfense de l'Ambazonie | ? | « Général No Pity » (Le général No Pity dirige également les Bambalang Marine Forces et les Bui Unity Warriors) | ?                                                        |
| Armée de restauration de l'Ambazonie                                                                                   | Conseil d'autodéfense de l'Ambazonie | Conseil de libération du Cameroun méridional (Gouvernement intérimaire)                                                                               | Paxson Agbor | Quelques dizaines (en 2019)                              |
| Bambalang Marine Forces                                                                                                | Conseil d'autodéfense de l'Ambazonie | ? | « Général No Pity » (Le général No Pity dirige également les Ambazonia Revolutionary Guards et les Bui Unity Warriors). | ?                                                        |
| Black Cats | ? | ? | ? | ?                                                        |
| Black Hearts of Banga Bakundu                                                                                          | ? | ? | ? | ?                                                        |
| Black Mambas | ? | ? | ? | ?                                                        |
| Bui Unity Warriors | Peu clair | ? | « General No Pity » (Le « Général No Pity » dirige également les Ambazonia Revolutionary Guards et les Bambalang Marine Forces), « Général Mad Dog » | ?                                                        |
| Bui Warriors | Conseil d'autodéfense de l'AmbazonieForces de restauration du Cameroun méridional (Le général Insobu était le successeur du général Chacha ; Chacha était aligné sur le SCRF) | ? | « Général Insobu » (†) | ?                                                        |
| Groupe d'autodéfense Donga Mantung                                                                                     | ? | ? | ? | ?                                                        |
| Fako Action Forces | ? | ? | ? | ?                                                        |
| Fako-Meme Black Tar Council                                                                                            | ? | ? | Augustine Ambe (« Général Above the Law ») (†) | ?                                                        |
| Fako Mountain Lions | ? | ? | ? | ?                                                        |
| Gorilla Fighters | ? | ? | « Général Ayeke » (†) | ?                                                        |
| Jaguars of Bamessing                                                                                                   | ? | ? | « Général Sagard » | ?                                                        |
| Menchum Fall Warriors                                                                                                  | ? | ? | ? | Quelques dizaines (en 2019)                              |
| Manyu Ghost Warriors                                                                                                   | Conseil d'autodéfense de l'Ambazonie | Conseil de libération du Cameroun méridional (Gouvernement intérimaire)                                                                               | Martin Ashu | 500 (en 2019)                                            |
| Ngoketundjia Defence Council                                                                                           | ? | ? | ? | ?                                                        |
| Red Dragon | Conseil d'autodéfense de l'Ambazonie | Conseil de libération du Cameroun méridional (Gouvernement intérimaire)                                                                               | « Field Marshall » Oliver Lekeaka (†), « Général Ayeke » (†) | 200 (en 2019)                                            |
| Seven Karta | Conseil d'autodéfense de l'Ambazonie | Conseil de libération du Cameroun méridional (Gouvernement intérimaire)                                                                               | « Général Alhaji » (†), « Général Peace Plant » (†), « One Blood » (†) | 200 (en 2019)                                            |
| Forces de défense du Cameroun méridional                                                                               | Aligné sur le Conseil d'autodéfense de l'Ambazonie, mais n'en faisant pas officiellement partie.                                                                              | Conseil de libération du Cameroun méridional (APLM)                                                                                                   | Ebenezer Akwanga, Andrew Ngoe (†), « Général Opopo » (†), « Général Jason » | 400 (en 2019)                                            |
| Forces de restauration du Cameroun méridional (également connues sous le nom de « Southern Cameroons Defence Forces ») | Conseil d'autodéfense de l'Ambazonie | Conseil de libération du Cameroun méridional (Gouvernement intérimaire)                                                                               | Nso Foncha Nkem, « Général RK », « Général Chacha » (†) | 100 (en 2019)                                            |
| Ten-Ten | ? | ? | ? | ?                                                        |
| Tigres de l'Ambazonie,                                                                                                 | Conseil d'autodéfense de l'Ambazonie | Conseil de libération du Cameroun méridional (Gouvernement intérimaire)                                                                               | ? | ?                                                        |
| The Sword of Ambazonia (TSOA)                                                                                          | ? | ? | ? | ?                                                        |
| Vipers | N/A | ? | ? | Quelques dizaines (en 2019)                              |
| White Tigers | ? | ? | ? | 50 (en 2019)                                             |
| Warriors of Nso | ? | ? | ? | 100 (en 2019)                                            |
| One Touch | ? | ? | ? | ?                                                        |
| Isakabas | ? | ? | ? | ?                                                        |
| Plus de 20 milices non nommées en 2019                                                                                 | ? | ? | Pour les chefs individuels dont l'affiliation n'a pu être vérifiée, voir la liste des commandants séparatistes dans la crise anglophone au Cameroun. | Des centaines, répartis en dizaines de groupes (en 2019) |